# Marie Lascaris
Pour les articles homonymes, voir Lascaris (homonymie).
Marie Lascaris ou Marie Lascarine, née vers 1206 et morte en 1270, est une princesse Grecque byzantine, reine de Hongrie par son mariage avec le roi Béla IV.

## Biographie
Elle est une fille de l’empereur byzantin de Nicée Théodore Ier Lascaris et de sa première épouse Anne Ange. En 1212, son père marie sa fille aînée Irène Lascarine (sœur de Marie) à Jean III Doukas Vatatzes, qui devient son héritier. Devenu veuf la même année, Théodore se remarie avec Philippa d’Arménie, puis en troisièmes noces (1219) avec Marie de Courtenay.
Marie étant la fille cadette de l’empereur, le choix de son futur mari n’a donc pas d’incidence sur la succession au trône. Une alliance matrimoniale avec le royaume de Hongrie est envisagée et, en 1218, Marie est mariée au prince Béla de Hongrie, le fils aîné du roi André II et de Gertrude de Méranie ; les jeunes époux sont tous deux âgés d’une douzaine d’années.
Le roi André II meurt le 26 octobre 1235, et son fils Béla IV devient roi de Hongrie. Il règne pendant presque trente cinq ans et meurt le 3 mai 1270 ; Marie lui survit pendant environ deux mois.

## Descendance
Dix enfants naissent du mariage entre Béla et Marie :
- Marguerite (morte en 1242), mariée à Guillaume de Saint-Omer ;
- Catherine (morte en 1242) ;
- Cunégonde ou Kinga (1234-1292), mariée en 1239 à Boleslas V, duc de Cracovie[1] ;
- Anne, mariée en 1244 à Rostislav IV de Kiev[1] ;
- Élisabeth (1236-1271), mariée en 1250 à Henri Ier, duc de Basse-Bavière[1] ;
- Constance, mariée à Léon Ier de Galicie ;
- Étienne V (1240-1272), roi de Hongrie, successeur de Béla IV[1] ;
- Marguerite (1242-1271) ;
- Yolande-Hélène (1244-1297), mariée en 1256 à Boleslas le pieux, duc de Grande-Pologne[1] ;
- Béla (vers 1245-1269), duc de Slavonie de 1261 à sa mort ; marié en 1264 à Cunégonde de Brandebourg, fille du margrave Othon III de Brandebourg[1].

## Sources
- (en) Cet article est partiellement ou en totalité issu de l’article de Wikipédia en anglais intitulé « Maria Laskarina » (voir la liste des auteurs).